# یرم اس. تولوکیان
یرم اس. تولوکیان (انگلیسی: Yeram S. Touloukian; زاده ۲۸ دسامبر ۱۹۲۰ – درگذشته ۱۲ ژوئن ۱۹۸۱) دانشمند در زمینه بود. استاد مهندسی مکانیک و مدیر مرکز تحقیقات فیزیک خورشیدی (در حال حاضر به عنوان CINDAS شناخته می‌شود) این داده‌ها در دانشگاه پردو در غرب لافایت، ایندیانا مورد تجزیه و تحلیل قرار گرفته و منحنی آنها در هزاران مواد ترکیب شده‌است. اهمیت داشتن داده‌ها در یک دیاگرام ریشه‌یابی شده‌است. تولوکیان در جهان باعنوان مخترع فیزیک حرارتی شناخته می‌شود ونام او مترادف با موضوعات مربوط به به ترموفیزیک است